# Chinees poker
Chinees poker, ook wel Big Two, is een variant op poker. Het kaartspel wordt al jaren gespeeld in Aziatische landen. Het spel is gegroeid aan populariteit in niet-Aziatische landen.
Het doel van het spel zorgen dat je als eerst al je kaarten wegspeelt.
Men start met 13 kaarten. De schoppen 2 is de hoogste kaart. De volgorde van laag naar hoog is: ruiten, klaver, harten, schoppen.  Degene met de ruiten 3 mag beginnen met spelen en bepaald zelf of hij een enkele, dubbele, three of a kind of iedere andere 5 kaart combinatie zoals: straat, flush, full house, carree plus 1 en straight flush.
Iedere speler moet hoger opleggen dan de voorgaande speler. Bijvoorbeeld de eerste speler speelt 2 kaarten; een ruiten 3 en een harten 3. De volgende speler kan daar al overheen met een klaver 3 en een schoppen 3, omdat de schoppen het hoogst is. Dit kan alleen bij het spelen van een dubbel. 
Iedere keer dat een andere speler past kan mag de winnaar opnieuw bepalen waarmee hij opkomt.

## Werking

### Spel
Over het algemeen wordt het spel met vier spelers gespeeld en alle 52 spelkaarten opgedeeld. Iedere speler krijgt dus 13 kaarten. Diegene die als eerst van al zijn kaarten af is, mag zichzelf de winnaar noemen.

### Waarde van de kaarten
De waardes van de kaarten zijn dezelfde als in de Amerikaanse varianten van poker, alleen is in het Chinese poker de 2 hoger dan de aas. Ook is er waardevolgorde wat betreft symbool, ruiten is het laagst, daarna komt klaveren, daarna harten en als hoogste schoppen. Dit betekent bijvoorbeeld, dat als iemand een ruiten 6 opgooit, de volgende speler een schoppen 6 op kan gooien, omdat schoppen hoger is dan ruiten. De schoppen 2 is dus de hoogste kaart in het spel en wordt vaak gebruikt om voor de eindoverwinning te zorgen door eerst de schoppen 2 te spelen en daarna een andere kaart of combinatie. 
Het begin
Degene met de ruiten 3 mag beginnen met opleggen. Deze speler hoeft niet alleen de ruiten 3 op te gooien, maar mag bijvoorbeeld ook een straat opgooien die met de ruiten 3 begint. Elke volgende kaart die de volgende speler opgooit moet hoger zijn dan die vorige kaart en je moet het formaat (#kaarten) volgen, als er 1 kaart gespeeld is kan je alleen 1 hogere kaart spelen, geen paar of flush (het is ook daarom dat je een carré plus 1 moet leggen om aan de vereiste 5 kaarten te komen.)

### De laatste kaart
Degene die als laatste iets heeft opgegooid waar niemand meer overheen kan of wil, mag iets nieuws opgooien, hij heeft hierbij de volgende keuzes:
- een enkele kaart
- een paar (twee dezelfde kaarten tegelijk)
- een three of a kind/trio (drie dezelfde kaarten)
- een straat (vijf opeenvolgende kaarten, bv. 3,4,5,6,7)
- een flush (vijf kaarten van dezelfde kleur, waarbij de waarde van de hoogste kaart telt)
- een full house(een paar met een three of a kind tegelijk)
- een four of a kind/Carré (vier van dezelfde + 1 willekeurige/losse kaart)
- een straight flush (een straat en een flush tegelijk)
- een royal flush (een straat en een flush tegelijk 10 tot en met aas)

Bij sommige varianten van chinees poker wordt er niet met een flush gespeeld. Dit omdat de waarde/kans verhouding van de flush te hoog is.

### Inzetten
Soms wordt er voor het spel begint ingezet wie een ronde gaat winnen. 
Een ander systeem is dat er wordt afgesproken hoeveel 1 kaart waard is, de scores (hoeveel kaarten iedereen over had) van verschillende spelletjes worden dan opgeteld en dan wordt het verschil tussen iedereen verrekend(de hoogste krijgt van 3 personen geld, de laatste betaalt aan 3 personen)
De telling van de punten wordt vaak als volgt gedaan gebaseerd op het restant kaarten op hand wanneer iemand een ronde wint:
1-7 kaarten = x1
1=1,2=2,3=3,4=4,5=5,6=6,7=7
8-9 kaarten = x2
8=16,9=18
10-11 kaarten = x3
10=30,11=33
12-13 kaarten = x4
12=48,13=52
Spreek vooraf af hoeveel rondes er gespeeld gaan worden.